# Детские трудовые миграции в Норвегии
Детские трудовые миграции в Норвегии (норв. Barnevandringer, букв. «бродящие дети»; устоявшегося перевода термина на какой-либо язык не существует) — социальный феномен в истории Норвегии, имевший место с 1700-х годов до начала XX века и заключавшийся в массовых миграциях детей по стране в поисках работы на скотоводческих фермах, приходящихся на весенний и летний сезоны и возобновлявшихся осенью в обратном направлении. В современном мире более всего известны детские миграции в Агдере начала 1800-х годов — благодаря норвежскому фильму 2010 года «Юхан-скиталец».
В XVIII—XIX веках волки и медведи были достаточно многочисленны в стране и угрожали поголовью скота, поэтому потребность в пастухах была высокой. Приблизительно с 1700-х годов, но особенно с 1830-х по 1910-е, каждый апрель большое количество детей в возрасте от 7 до 15 лет начинали пеший путь из маленьких деревень Консмо, Хегебустада, Кваса, Квинесдала и других, собираясь обычно у церкви в Консмо в группы и отправляясь на крупные фермы на востоке страны, чтобы работать на тамошних пастбищах в качестве пастухов. Конечной целью их путешествий обычно были богатые хозяйства к востоку от Кристиансанна: Твейт, Биркенес, Ландвик или расположенные ещё дальше на восток населённые пункты. Часто детям приходилось проходить 15-20 миль пешком и без остановок. В 1884 году, например, 22 ребёнка в Консмо не посещали школу из-за того, что были вынуждены пасти скот на восточных фермах.
Дети также нередко были заняты на других работах на фермах: ремонт сараев, приготовление пищи, сенокос и плотничество. Некоторые из детей попадали к хорошим людям и жили в целом хорошо, тогда как другие вели почти рабское существование. Домой они начинали возвращаться, как правило, в конце осени.
Пути бродящих детей пролегали через долины. Пейзаж в те времена отличался от сегодняшнего: почти не было лесов, а для выпаса скота часто использовались болотистые земли. Отдельные тропы, протоптанные бродящими детьми, ещё можно обнаружить, хотя большая их часть ныне уничтожена прокладыванием автомобильных и железных дорог или же садами и сельхозугодьями.
В современной Норвегии о данном социальном явлении написано несколько научных работ, а в Консмо есть целый музей бродящих детей, где представлено множество связанных с этим феноменом фактов и свидетельств.